# Гастелло Микола Францович
Гасте́лло Мико́ла Фра́нцович (нар. 23 квітня (6 травня) 1907, м. Москва — 26 червня 1941, с. Мацки) — радянський льотчик часів Другої світової війни, який став легендою в радянській пропаганді після того, як спрямував свій підбитий літак-бомбардувальник у механізовану колону німців. Герой Радянського Союзу (посмертно).

## Життєпис
Народився в Москві в робітничій родині білоруса і росіянки. До 1918 року навчався в 3-му Сокольницькому міському чоловічому училищі імені О. С. Пушкіна. 1918 року через голод був евакуйований до Башкортостану. 1919 року повернувся назад, де знову вступив до школи. Трудову діяльність почав з 1923 року, став учнем столяра. 1924 року разом з родиною переїхав до Мурома, стає слюсарем Паровозобудівного заводу імені Ф. Е. Дзержинського. Паралельно закінчує школу (№ 33). 1928 року вступив до ВКП(б). 1930 року родина повертається до Москви, Микола пішов працювати на Перший державний механічний завод будівельних машин імені Першого Травня. У 1930—1932 роках він мешкав у селищі Хлєбниково.
У травні 1932 року призваний до лав Червоної армії, відправлений на навчання до 11-ї військової школи пілотів у Луганськ, де навчався до грудня 1933 року. По закінченні й до 1938 року служив у 82-ій важкобомбардувальній ескадрильї 21-ї важкобомбардувальної авіаційної бригади, яка базувалась у місті Ростов-на-Дону. 1938 року внаслідок реорганізації частини Гастелло опинився в 10-му важкобомбардувальному авіаполку. У травні 1939 року став командиром ланки, а через рік — заступником командира ескадрильї. 1939 року брав участь у боях при Халхин-Голі у складі 150-го швидкісного бомбардувального авіаполку. Також брав участь у радянсько-фінській війні (1939—1940) і в операціях з приєднання Бессарабії і Північної Буковини 1940 року. Восени 1940 року переїжджає до міста Великі Луки, а потім в авіамістечко Боровське від Смоленськом. Того ж року він отримує звання капітана.

## Подвиг
26 червня 1941 року під час завдання удару по ворожій колоні бомбардувальник ДБ-3Ф командир 2-ї ескадрильї 207-го далеко-бомбардувального авіаційного полку під час бойового вильоту бомбардував ворожу колону на шляху Молодечно-Радошковичі. Літак капітана було підбито, і він вирішив використати його для тарану. Разом з ним загинули всі члени екіпажу: капітан Анатолій Бурденюк, лейтенант Г. М. Скоробогатий, старший сержант О. О. Калінін.
Гастелло був удостоєний звання Героя Радянського Союзу посмертно. Подвиг Миколи Францовича став одним з найвідоміших за період Другої світової війни, «гастеловцями» стали називати тих льотчиків, які здійснили вогняний таран.
Радянська пропаганда стверджувала, що Гастелло першим здійснив подібний таран. Однак до нього впродовж тільки 22 червня 1941 року подібних таранів здійснили три різні льотчики. Існує також альтернативна версія подій біля села Декшняни, згідно з якою таран здійснив інший льотчик, капітан Олександр Маслов. Водночас екіпаж Гастелло розбився поруч. За це 1996 року Маслов був посмертно удостоєний звання Героя Росії.

## Ушанування
На місці загибелі в Білорусі встановлено пам'ятник, ще декілька пам'ятників поставлено в різних містах Росії, наприклад в Уфі. Іменем Гастелло названо низку вулиць і провулків у багатьох містах колишнього СРСР (наприклад, провулок у Черкасах і вулиці в Коростені й Новомиргороді). Вулиця і школа імені Гастелло є в Одесі, біля школи встановлено пам'ятник. Йому присвячено однойменний марш Іванова-Радкевича.

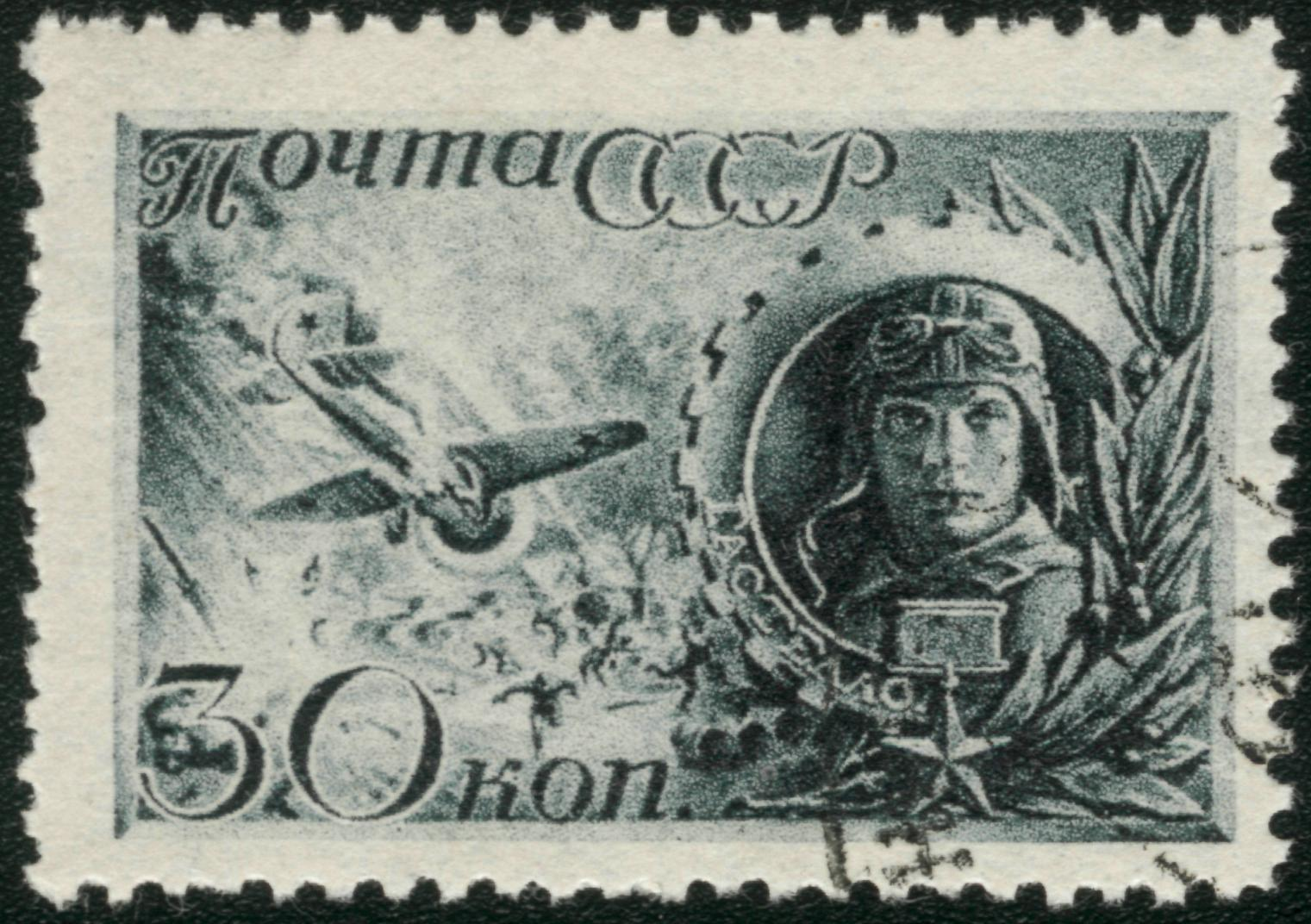
Поштова марка
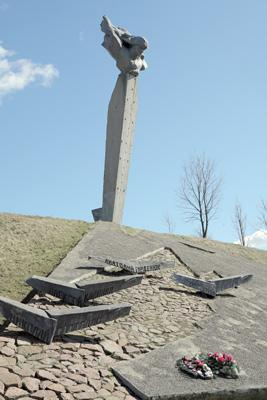
Пам'ятник на місці загибелі